# Big Boi
Antwan André Patton (született: 1975. február 1.), ismertebb nevén Big Boi, hatszoros Grammy-díjas amerikai rapper, lemezproducer és színész. A Georgia állambeli Savannah-ban született és Atlantában nőtt fel, és leginkább arról ismert, hogy az Outkast déli hip-hop duó egyik fele, valamint André 3000 atlantából származó rapper.
Az Outkast részeként a duó hat sikeres stúdióalbumot adott ki, amelyeken számos sláger született, többek között a "Ms. Jackson", a "Roses", a "So Fresh, So Clean" és az "Elevators (Me & You)". A páros  ötödik nagylemeze, a Speakerboxxx/The Love Below (2003) című dupla album egy szólólemezt tartalmazott Patton előadásában: "The Way You Move" (Sleepy Brown közreműködésével), amely a Billboard Hot 100 csúcsát érte el, és a 22. legjobbnak titulálta. a 2000-es évek évtizedének sikeres dala a Billboardtól. A duó 2007-es szétválása után Patton azonnal szólókarrierbe kezdett, amikor 2010 júliusában megjelent Sir Lucious Left Foot: The Son of Chico Dusty debütáló albuma, amely a kritikusok elismerését fogadta, és a Billboard 200 harmadik helyére került. Ezt követte második és harmadik stúdióalbuma, a Vicious Lies and Dangerous Rumors (2012) és a Boomiverse (2017), amelyeket folyamatos elismerés és szerény kereskedelmi teljesítmény jegyében adtak ki.

## A kezdetek
Patton a georgiai Savannah-ban született és gyermekkorának első felét a Herschel V. Jenkins High School- ban  töltötte, majd nagynénjéhez, Renee-hez Atlantába költözött. Úgy döntött, hogy a zene iránti érdeklődését a Tri-Cities High School- ban, egy vizuális és előadóművészeti mágnesiskolában folytatja.
Patton nagyanyjának tulajdonította, hogy felkeltette az érdeklődését a zene iránt azáltal, hogy elküldte őt és testvéreit a boltba kislemez megvásárlására. Nagybátyjának tulajdonította továbbá, hogy a zene szélesebb skálájával ismertette meg, különösen Kate Bush-sal, akit kedvenc előadójaként írt le.

## Pályafutása

### Outkast
Patton a Tri-Cities High Schoolban ismerkedett meg André Lauren Benjaminnal (művésznevén André 3000). 1992-ben Outkast néven egyesítették erőiket, és aláírtak a LaFace Records-szal.

### Szólókarrier
Négy sikeres album után Big Boi és André 3000 úgy döntött, hogy két szólóalbumot készít, és dupla albumként adják ki Outkast néven, Speakerboxxx/The Love Below néven 2003-ban; Big Boi a Speakerboxxx-ot, André 3000 pedig a The Love Below-t rögzítette. A Speakerboxxx az Outkast korábbi próbálkozásaihoz hasonló stílust mutatott be, míg a The Love Below egy szokatlanabb területet fedezett fel, André 3000 főként énekelt, nem pedig szokásos rappelését.
Big Boi két dalát kislemezként adta ki. A Sleepy Brownt is magába foglaló The Way You Move-t eredetileg a városi rádió támogatta, de átkerült a popslágerlistákra, ahol André 3000 "Hey Ya!"-ját kiszorította az első számú dalként. A Big Boi második kislemeze a "Ghetto Musick" volt, amelyen az Outkast mindkét tagja, valamint Patti LaBelle "Love, Need and Want You" című számából vett mintát.
2005 novemberében a Big Boi kiadott egy mixtape/válogatásalbumot, a Got Purp? Vol 2, a Purple Ribbon All-Stars-szal együtt a Purple Ribbon Records-on keresztül. Az album első kislemeze a "Kryptonite" volt, ami a 35. helyig jutott a Billboard Hot 100-on. Az Outkast az International Players Anthem (I Choose You)" című dalban is szerepelt, amely az első kislemez az UGK Underground Kingz albumáról.
2007-ben, az Idlewild, a hatodik hivatalos OutKast duóalbum után, a Big Boi bejelentette egy megfelelő szólóalbum kiadását. A Speakerboxxx-ot sokan szólóalbumként látták (és gyakorlatilag az is volt), de még mindig OutKast néven adták ki, ami Sir Lucious Left Foot: The Son of Chico Dusty első "teljes értékű" szólóalbumát tette. Az album első promóciós kislemeze, a "Royal Flush" 2007-ben jelent meg, és rajta volt Raekwon és André 3000. Az elkövetkező néhány évben az album sokszor késett, de több promóciós és videó kislemez is megjelent, mint például a "Shine Blockas" (Gucci Mane közreműködésével), a "For Yo Sorrows" (George Clinton és a Too Short közreműködésével) és a "General Patton" (Big Rube közreműködésével). Az első hivatalos kislemez a "Shutterbugg" volt Cutty közreműködésével, a második pedig a "Follow Us", Vonnegutttal. Az album hivatalosan 2010 júliusában jelent meg. A vendégművészek között volt Janelle Monáe alternatív városi énekesnő, aki önmagában is híres színész és előadóművész volt, valamint T.I., BoB, valamint Big Boi régi Dungeon Family barátja, Khujo . A Sir Lucious Left Foot: The Son of Chico Dusty-ot a legtöbb zenekritikus melegen fogadta, és dicséretet érdemel leleményes hangzásáért, változatos zenei stílusáért és Big Boi szövegéért.

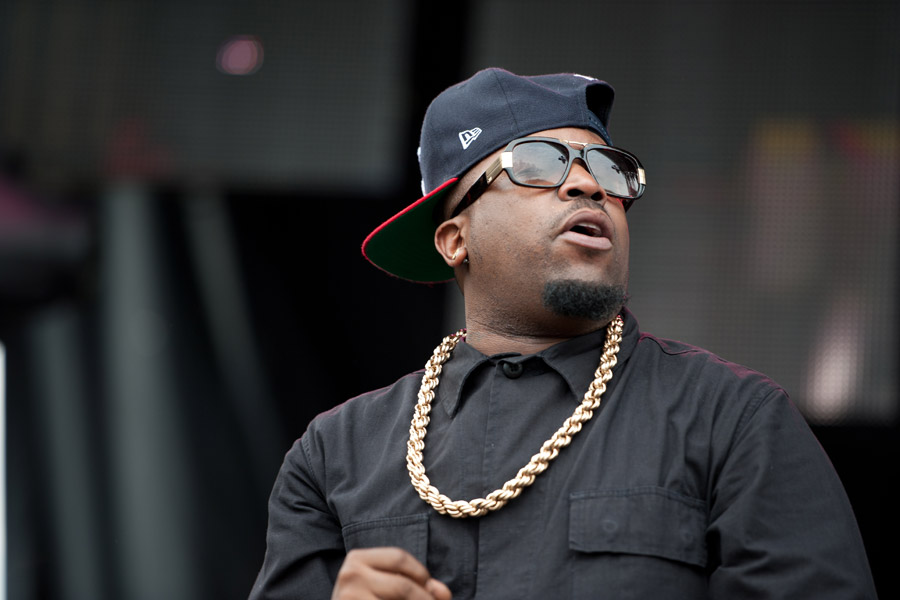
Big Boi a Counterpoint fesztiválon 2012

2010 júliusában a The Village Voice- nak adott interjújában Big Boi elárulta, hogy a Sir Lucious Left Foot folytatásos albumán dolgozik, melynek címe Vicious Lies and Dangerous Rumors, és kijelentette, hogy "talán körülbelül hat dal van benne". 2012. november 13-án jelent meg  Az album első kislemeze a "Mama Told Me" volt Kelly Rowlanddal. Az albumon vendégszerepelt ASAP Rocky, Ludacris, T.I., Little Dragon, Phantogram, Kelly Rowland és BoB.
Később, 2012-ben Big Boi elárulta, hogy tíz dalt írt harmadik stúdióalbumához. 2014 januárjában megismételte új stúdióalbummal kapcsolatos terveit Szerepelt a Catch The Throne mixtape-en a "Mother of Dragons" című dallal, amelyet 2014. március 7-én az HBO ingyenesen letölthetővé tette SoundCloudon a Trónok harca negyedik évadának népszerűsítésére.
Big Boi 2014-ben menedzsmentszerződést írt alá Jordan Feldstein Career Artist Managementjével, és ugyanebben az évben lemezszerződést kötött az Epic Records-sal.
2017. április 19-én Big Boi elárulta, hogy harmadik stúdióalbuma a Boomiverse lesz, és két kislemez, a "Mic Jack" (Adam Levine- nel) és a "Kill Jill" ( Killer Mike és Jeezy közreműködésével) fog megjelenni. következő nap. A Boomiverse „All Night” című számát használták a 2017-es Apple iPhone X reklámban, amelyben Alana Greszata száját szinkronizálta a dallal az „Animoji yourself” funkcióhoz.
2018-ban Big Boi aláírt LA Reid és Charles Goldstuck új kiadójához, a Hitco Musichoz.
2019-ben Big Boi fellépett a Super Bowl LIII félidei show-n. Más előadókkal együtt őt is kritizálták, amiért Colin Kaepernick és mások az Egyesült Államok himnusza elleni tiltakozása ellenére beleegyezett a részvételbe.
2021 novemberében Big Boi bejelentette, hogy felvett egy dalt Kate Bush brit énekes-dalszerzővel, aki iránt Big Boi pályafutása során többször is kifejezte csodálatát.

### Szereplés
Big Boi vendégszereplőként szerepelt Nick Cannon Wild 'n Out című sorozatának 3. és 5. évadában, valamint vendégszerepelt és zenés vendégként szerepelt a Chappelle’s Show-ban, előadva a "The Rooster" című dalát. 2006-ban a játékfilmes színjátszás felé ágazott, szerepelt az ATL-ben és az Idlewild-ben, majd a 2007-es Who's Your Caddy? Feltűnt a Esküdt ellenségek: Különleges ügyosztály " Wildlife " című epizódjában, amelyet 2008. november 18-án adtak le. Big Boi játszotta a Gots Money hip-hop előadót. Big Boi a Creepshow című horror antológia internetes televíziós sorozat egyik epizódjában jelent meg.

### Multidiszciplináris együttműködések
2008-ban Big Boi együttműködésbe kezdett egy új bemutatón az Atlanta Ballettel. A nagy című előadást az atlantai Fox Theatre -ben mutatták be 2008. április 10–13. között A műsort Atlanta Ballet táncosai, helyi fiatalok és tehetségek adták elő Lauri Stallings koreográfiájával. A zenét élőben is előadhatják a színpadon az előadás alatt, ahogyan akkor is, amikor a balett élőzenei/táncos együttműködést hozott létre az Indigo Girls-szel.

## Magánélet
Pattonnak és volt feleségének, Sherlitának egy fia és egy lánya van. 2022 júniusában váltak el, kibékíthetetlen ellentétekre hivatkozva. Pattonnak van még egy fia egy korábbi kapcsolatából.
Patton bejegyzett pitbull és francia buldog tenyésztő, és egy 40 hektáros tanyája van Atlantán kívül, amit "a Ritz Carlton for Dogs"-nak hív. Két, Hootie és Hoodini nevű bagoly tulajdonosa is.
2009-ben Patton Janice Faison Ahmeddel közösen elindította a Celebrity Trailers nevű llakóutó-kölcsönző céget, amelyet a film-, szórakoztató- és sportágazatban dolgozó szakemberek számára hoztak létre.
2011 augusztusában Patton egy körútról tért vissza, amikor egy amerikai bevándorlási és vámhatósági kábítószer-kutya a Miami kikötőben riasztotta a tiszteket. Pattont letartóztatták, és az ellenőrzött MDMA (por formában) valamint Viagra illegális birtoklásával vádolják. Pattont 16 000 dolláros óvadék ellenében kiengedték a Miami-Dade megyei börtönből.
2013-ban a Summer Camp Zenei Fesztiválon fellépve Big Boi légrúgást végzett a színpadon, és megsérült a térde. Az orvosok megállapították, hogy elszakadt a térdkalácsa, és megműtötték a térdét. A műtét után több turnét is el kellett halasztani, de megígérte, hogy hat hét múlva újra fellép.
Atkins polgármesterként szerepelt a Super Fly klasszikus 1972-es blaxploitation film 2018-as remake-jében.
Patton régóta rajong Kate Bushért, és ő volt a műsorvezetője a Rock and Roll Hírességek Csarnokába 2023-ban való felvételéért.

### Politika és jóváhagyások
A georgiai East Point városa átadta Antwan „Big Boi” Pattonnak a város 2021-es Global Icon Award díját és a Kulcs a városhoz díjat a zeneiparhoz való hozzájárulásáért és East Point városának felemelkedéséért.
A New York-i Hot 97- nek adott interjúban Big Boi kijelentette, hogy a 2012-es amerikai elnökválasztás másnapján egy nő odament hozzá egy repülőtéren, és gratulált "a tegnap esti győzelméhez" (utalva arra, hogy Barack Obama megnyerte az újraválasztást), amelyre Big Boi így válaszolt: "Kicsi, Gary Johnsonra szavaztam." 2013 januárjában a HuffPostnak adott videointerjúban megerősítette libertárius politikai ideológiáit.
2006-ban Big Boi megalapította a Big Kidz Foundation nevű nonprofit szervezetet, amely az atlantai fiatalokat segíti. Az Alapítvány küldetése, hogy kulturálisan sokszínű tapasztalatokat nyújtson a humán tudományok területén, miközben elősegíti a társadalomtudatos ifjúság megteremtését. 2010 januárjában Big Boi és az ügyvezető igazgató, Jennifer Shephard Lester megalapította a Big Kidz Alapítványt Savannah-ban, Georgia államban. Lester elindította a Rene Patton-ösztöndíjat is, amelyet Big Boi néhai nagynénjéről neveztek el, valamint az "Életmentés a művészeteken keresztül kampányt". "
2010-ben Big Boi piacra dobta egyedi Chuck Taylor tornacipőit a Converse-szel. A cipőkön a Def Jam szólóalbumának debütáló címe szerepel: a bal oldalon Sir Lucious Left Foot, a jobb oldalon pedig a Son of Chico Dusty. A Big Boi logója a cipő nyelvén található.
2015-ben Big Boi a Rap Radar Podcastban bejelentette, hogy Bernie Sanderst támogatja az elnökválasztáson.

## Diszkográfia
- Sir Lucious Bal láb: Chico Dusty fia (2010)
- Ördögi hazugságok és veszélyes pletykák (2012)
- Booomiverse (2017)

## Filmográfia

### Filmei
| Év   | Cím                                             | Szerep                       | Megjegyzések |
| ---- | ----------------------------------------------- | ---------------------------- | ------------ |
| 2002 | Felfedve: The Series-Outkast                    | Saját maga                   |              |
| 2004 | 20 Temetés                                      | Lucious                      |              |
| 2004 | Az ipar                                         | Saját maga                   |              |
| 2006 | ATL                                             | Marcus                       |              |
| 2006 | Idlewild                                        | Kakas                        |              |
| 2007 | Ki a te Caddyd?                                 | Christopher "C-Note" Hawkins |              |
| 2008 | Hogyan készítsünk rappert 2                     | Ipari szakember              |              |
| 2009 | Kiss and Tail: The Hollywood Jumpoff            | Saját maga                   |              |
| 2010 | Kings of the Underground: Az UGK drámai utazása | Saját maga                   |              |
| 2011 | Mr. Halhatatlanság: Twista élete és ideje       | Saját maga                   |              |
| 2012 | CounterPoint Zenei Fesztivál                    | Saját maga                   |              |
| 2014 | Mi az a Jai Paul                                | Saját maga                   |              |
| 2016 | A szervezett zaj művészete                      | Saját maga                   |              |
| 2017 | Nyomd, Bébi, nyomd                              | Étterem Patrónus #1          |              |
| 2018 | Superfly                                        | Atkins polgármester          |              |
| 2018 | Az Andre 3000 dokumentumfilm                    | Saját maga                   |              |
| 2019 | A csapda                                        | Saját maga                   |              |
| 2020 | LA eredetiek                                    | Saját maga                   |              |

### Televízió
| Év        | Cím                                      | Szerep                     | Megjegyzések                                           |
| --------- | ---------------------------------------- | -------------------------- | ------------------------------------------------------ |
| 2006      | Texas királyai                           | Nealy tiszteletes (hangja) | Epizód: "Church Hopping"                               |
| 2006–2007 | Barátnők                                 | Saját maga                 | 3 epizód                                               |
| 2008      | Esküdt ellenségek: Különleges ügyosztály | Pénz van                   | Epizód: "Vadvilág"                                     |
| 2010      | Freaknik: A musical                      | A Prédikátor               | Televíziós film                                        |
| 2011      | A Cookout 2                              | Földimogyoró               | Televíziós film                                        |
| 2012      | A lejátszási lista                       | Remix Victim – ScreenWerks | Epizód: "A pusztítás eszközei"                         |
| 2012      | Szingli nők                              | Saját maga                 | Epizód: "Slave to Love"                                |
| 2017      | Csillag                                  | Saját maga                 | Epizód: "Next of Rokon"                                |
| 2017      | Állatok                                  | Róka 2                     | Epizód: "Galambok"                                     |
| 2019      | Bobby DeBarge története                  | Berry Gordy                | Televíziós film                                        |
| 2019      | Sikoly                                   | Rendőr                     | 2 epizód                                               |
| 2019      | Szörny-show                              | Zálogkölcsönző             | Epizód: "A mindenszentek estéje / A férfi a bőröndben" |
| 2020      | A hírességek családi viszálya            | Saját maga                 | Évad premier                                           |
| 2022      | A jövője                                 | Saját maga                 | Epizód: "Kutyák"                                       |

### Videójátékok
| Év   | Cím                             | Szerep                          | Megjegyzések |
| ---- | ------------------------------- | ------------------------------- | ------------ |
| 2007 | Def Jam: Ikon                   | Önmaga (hangja)                 |              |
| 2013 | Army of Two: The Devil's Cartel | Charles "Chuy" Rendall (hangja) |              |

## Fordítás
Ez a szócikk részben vagy egészben  a   Big Boi című angol Wikipédia-szócikk fordításán alapul.  Az eredeti cikk szerkesztőit annak laptörténete sorolja fel. Ez a jelzés csupán a megfogalmazás eredetét és a szerzői jogokat jelzi, nem szolgál a cikkben szereplő információk forrásmegjelöléseként.